# Inkassounternehmen (Österreich)
Inkassounternehmen, auch Inkassobüros und Inkassoinstitute genannt, sind Dienstleistungsunternehmen, die berechtigt sind, den außergerichtlichen Einzug fremder Forderungen in fremdem Namen anzubieten (§ 118 Abs. 1, 2 GewO).
Die Vergütungen der Inkassounternehmen sind gesetzlich gedeckelt.